# マリオ・ゲッラ
マリオ・ゲッラ（Mario Ghella、1929年6月23日 - ）は、イタリア、キエーリ出身の元自転車競技（トラックレース）選手。

## 経歴
1945年から1948年まで、国内選手権・アマスプリント4連覇を達成。
さらに1948年は
- トラックレース世界選手権・アマスプリントで優勝。
- ロンドンオリンピック・スプリントでは、決勝でレジナルド・ハリスをストレートで下し金メダルを獲得した。

1949年、プロ転向。
1951年、国内選手権・プロスプリントで優勝。